# Fosse Sabatier
La fosse Sabatier ou Maurice Sabatier de la Compagnie des mines d'Anzin est un ancien charbonnage du Bassin minier du Nord-Pas-de-Calais, situé à Raismes. Les puits nos 1 et 2 sont commencés en juillet 1910, la fosse commence à extraire en 1913, mais elle est détruite durant la Première Guerre mondiale. Reconstruite similaire à la fosse Agache, elle recommence à extraire le 16 octobre 1920 et devient rapidement très productive, malgré les nombreuses venues d'eau qui entravent la bonne marche des travaux. Celle du 25 mai 1925 arrête l'extraction dans la plupart des chantiers. Des vastes cités sont bâties à proximité de la fosse, ainsi qu'une église, un presbytère, un cimetière, et des écoles. Les terrils nos 174, 175 et 175A sont édifiés à proximité de la fosse.
La Compagnie des mines d'Anzin est nationalisée en 1946, et intègre le Groupe de Valenciennes. Des habitations de plain-pied viennent agrandir les cités, à l'est de la fosse, puis des Camus hauts, et d'autres modèles post-Nationalisation. La fosse Sabatier est modernisée en 1955. Le changement le plus visible est l'installation du chevalement du puits no 1 de la fosse no 1 - 1 bis des mines de La Clarence à Divion par-dessus l'ancien chevalement du puits no 2, qui dépassait alors à peine du bâtiment. Elle concentre en 1957 l'extraction de la fosse no 3 des mines de Vicoigne. Cette dernière, avec la fosse no 2, sert au retour d'air du siège Sabatier. La fosse La Grange est concentrée en 1974. L'église, dont le toit et l'intérieur ont été détruits dans un incendie en 1976, est reconstruite à l'identique. Le siège Sabatier cesse d'extraire en 1980. Les puits sont remblayés cinq ans plus tard, et les installations détruites en 1986. Seul le chevalement du puits no 2 est conservé, sans son faux-carré. Le terril no 174 est exploité, mais il est finalement sauvé, seul son sommet a disparu.
Le carreau de fosse est reconverti en espace naturel. Les Camus hauts sont détruits. Au début du XXIe siècle, Charbonnages de France matérialise les têtes des puits Sabatier nos 1 et 2. L'église Sainte-Cécile et son presbytère sont inscrits aux monuments historiques le 1er décembre 2009, le chevalement du puits no 2 l'est le 18 mars 2010. Le chevalement, les trois terrils, les cités, l'église, le presbytère et l'école, ont été classés le 30 juin 2012 au patrimoine mondial de l'Unesco.

## La fosse

### Fonçage
La Compagnie des mines d'Anzin ouvre une nouvelle fosse à Raismes, à 3 426 mètres au sud-ouest de la fosse La Grange. Le puits no 2 est commencé le 12 juillet 1910 avec un diamètre de 3,65 mètres, le puits no 1 est commencé trois jours plus tard au diamètre de cinq mètres. Le puits no 2 est situé à 36 mètres au nord-ouest du puits no 1. Le puits no 2 est également dénommé puits nord, tandis que l'autre est le puits sud. Les deux puits sont entrepris à l'altitude de 24 mètres, le terrain houiller est atteint à la profondeur de 200 mètres pour le puits no 1, et 194 mètres pour le puits no 2.

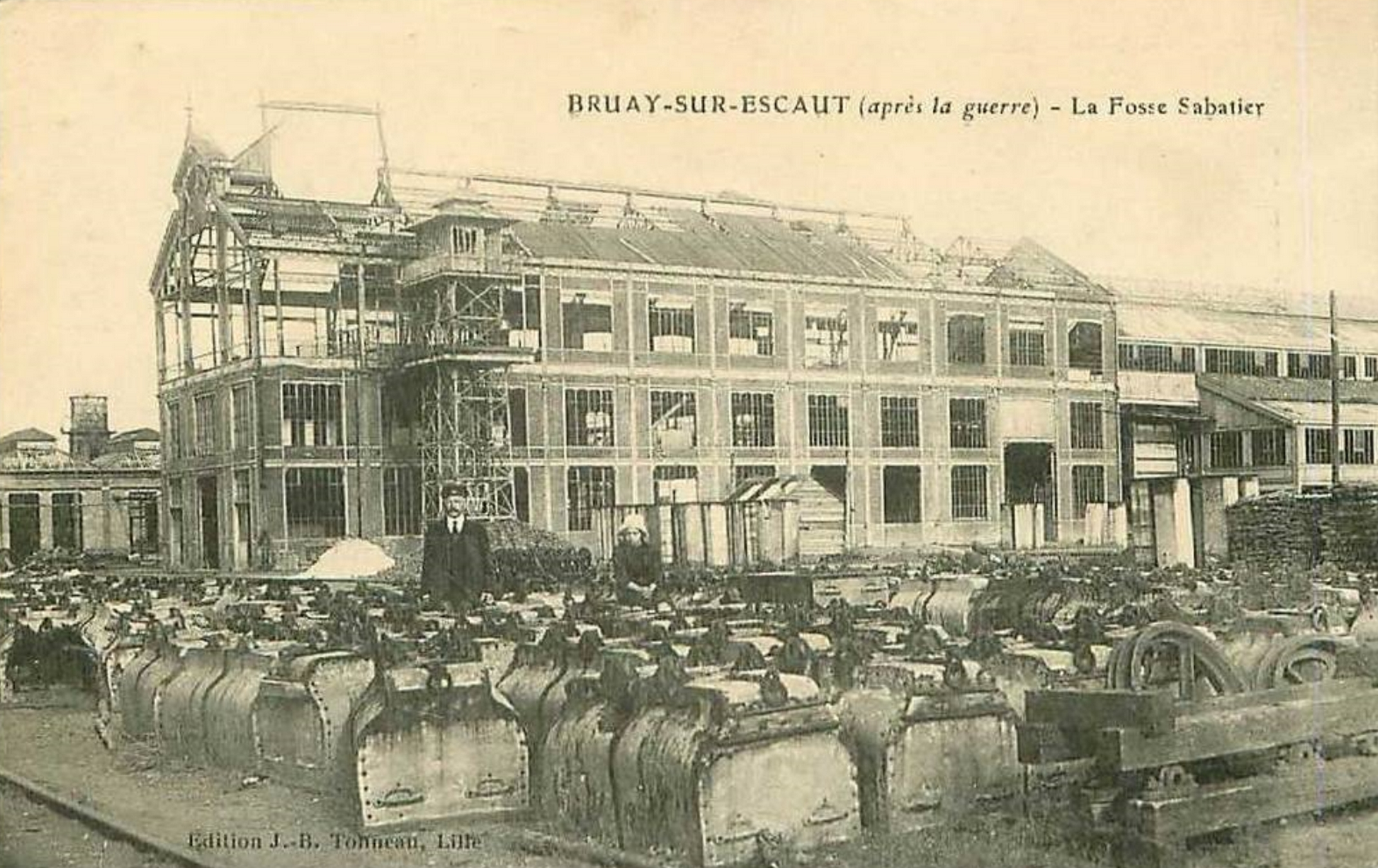
La fosse après la guerre.

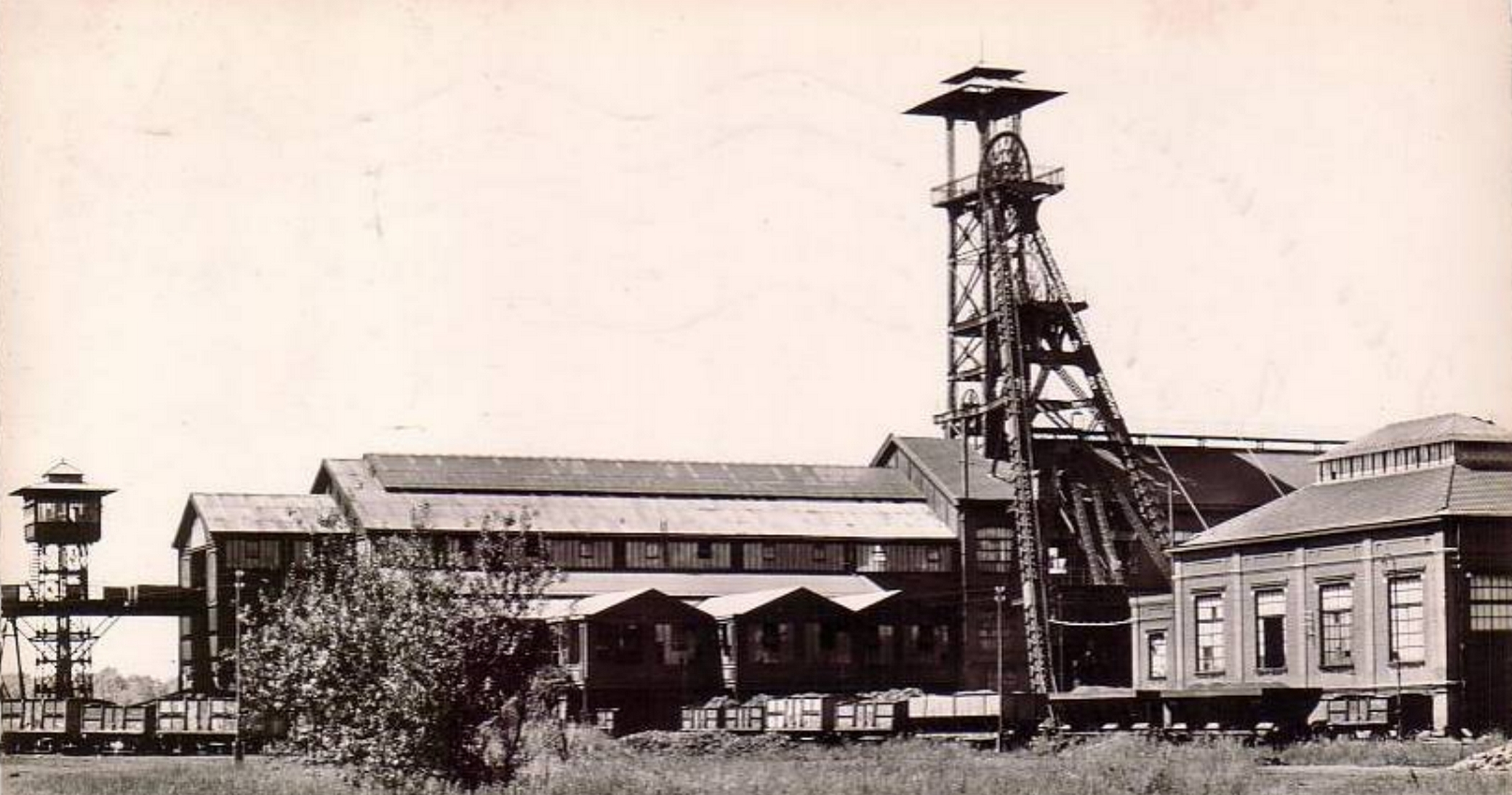
La fosse reconstruite.

La fosse est baptisée en l'honneur de Maurice Sabatier, administrateur de la compagnie.

### Exploitation
La fosse commence à extraire en 1913 des charbons anthraciteux. La fosse est détruite durant la Première Guerre mondiale. La fosse est reconstruite de manière identique à la fosse Agache à Fenain, et recommence à extraire le 16 octobre 1920. Les chevalements sont construits par les établissements Malissard Taza à Anzin, le principal étant placé au-dessus du puits no 1 consacré à l'extraction, et supportant deux molettes superposées de 6 m de diamètre à poulie Koepe, dans un style typique des reconstructions de la compagnie d'Anzin dans les années 1920. On retrouvait alors des configurations quasiment identiques dans les autres fosses de la compagnie, telles Audiffret-Pasquier, Arenberg, Casimir Perrier, La Grange, Agache, Vieux-Condé et Thiers . Le seul chevalement actuellement debout et représentant une configuration similaire est celui situé au-dessus du puits no 1 de la fosse Arenberg et construit en 1936 par les mêmes établissements. Le chevalement du puits no 2 de la fosse Sabatier, quant à lui, consacré au personnel, était beaucoup plus réduit en dépassant à peine du toit du bâtiment de recette. La production atteint 132 975 tonnes en 1923, et 283 763 tonnes trois ans plus tard. Les venues d'eau gênent considérablement les travaux. Celle du 25 mai 1925 cause l'arrêt de l'exploitation dans une bonne partie des chantiers. La fosse produit 409 358 tonnes en 1939.
La Compagnie des mines d'Anzin est nationalisée en 1946, et intègre le Groupe de Valenciennes. Initialement, la fosse Sabatier devait être concentrée sur la fosse La Grange, mais elle est finalement modernisée en 1955 : les recettes, les accrochages et le triage sont mécanisés, et le chevalement du puits no 2 est partiellement démonté et remplacé par celui du puits no 1 de la fosse no 1 - 1 bis des mines de La Clarence, sise à Divion, et fermée l'année précédente. Deux bigues sont ajoutées à l'arrière du chevalement. En 1956, le treuil de 250 chevaux est remplacé par une poulier Koepe de mille chevaux, provenant du puits no 1 de la fosse Thiers des mines d'Anzin.
Ces modifications sont terminées en 1957. La fosse Sabatier concentre l'extraction de la fosse no 3 des mines de Vicoigne, située dans le même commune à 2 620 mètres à l'ouest. De nouveaux accrochages sont mis en place dans les deux puits en 1964. Ceux-ci assurent l'extraction et le service. Les fosses nos 2 et 3 des mines de Vicoigne assurent le retour d'air. La fosse La Grange est concentrée en 1974, alors que l'inverse était prévu à la Nationalisation. La fosse ferme en 1980 après avoir extrait 21 920 000 tonnes de houille. Les puits nos 1 et 2, respectivement profonds de 744 et 585 mètres, sont remblayés en 1985, les installations sont détruites l'année suivante.

### Reconversion
Le carreau de fosse a été reconverti en espace naturel. Au début du XXIe siècle, Charbonnages de France matérialise les têtes des puits Sabatier nos 1 et 2. Le BRGM y effectue des inspections chaque année. Le chevalement du puits no 2 de la fosse Sabatier en totalité fait l’objet d’une inscription au titre des monuments historiques depuis le 18 mars 2010. Il ne subsiste rien d'autre de la fosse. Le chevalement fait partie des 353 éléments répartis sur 109 sites qui ont été classés le 30 juin 2012 au patrimoine mondial de l'Unesco. Il constitue une partie du site no 8.

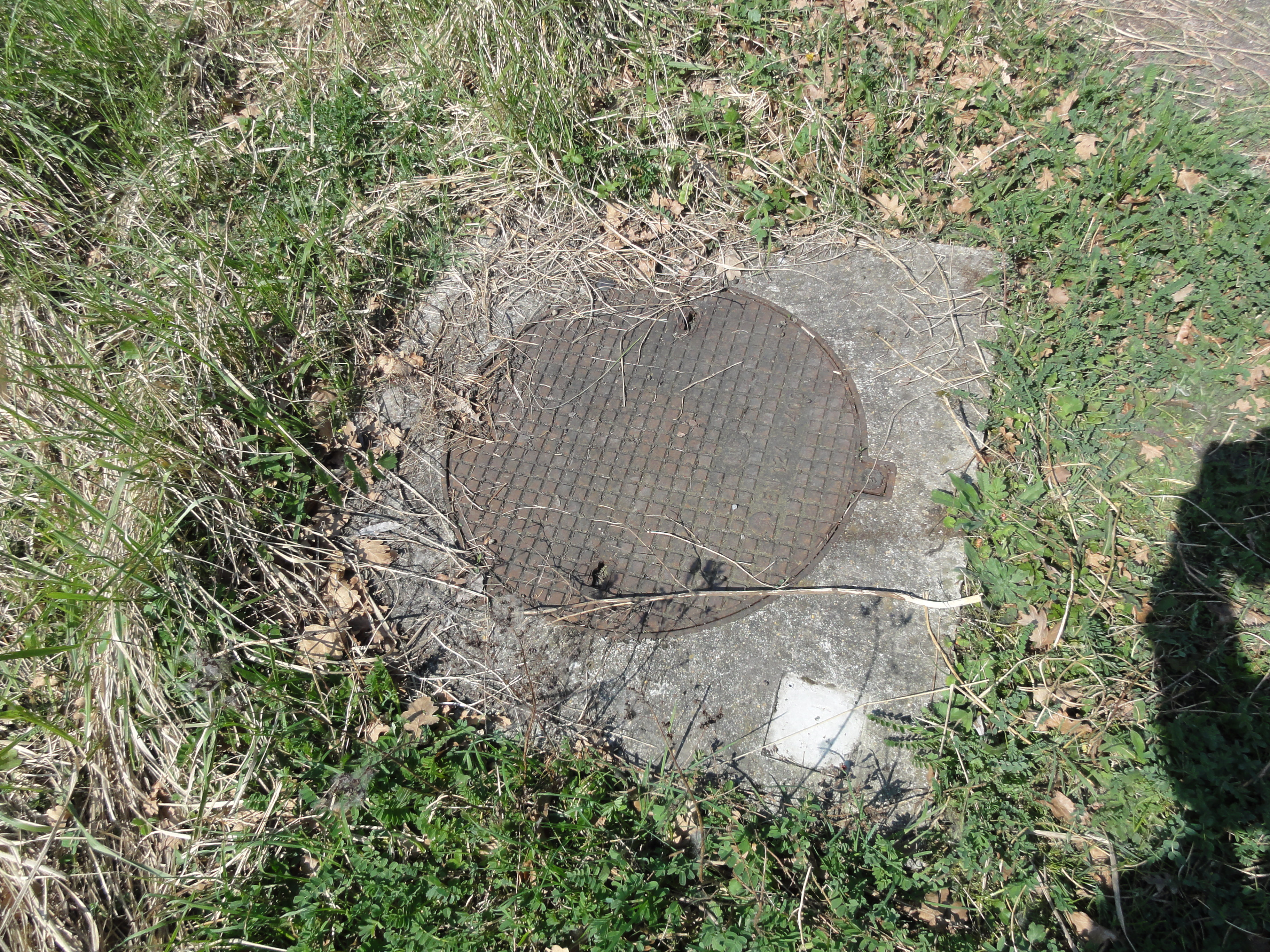
La tête de puits matérialisée no 1.
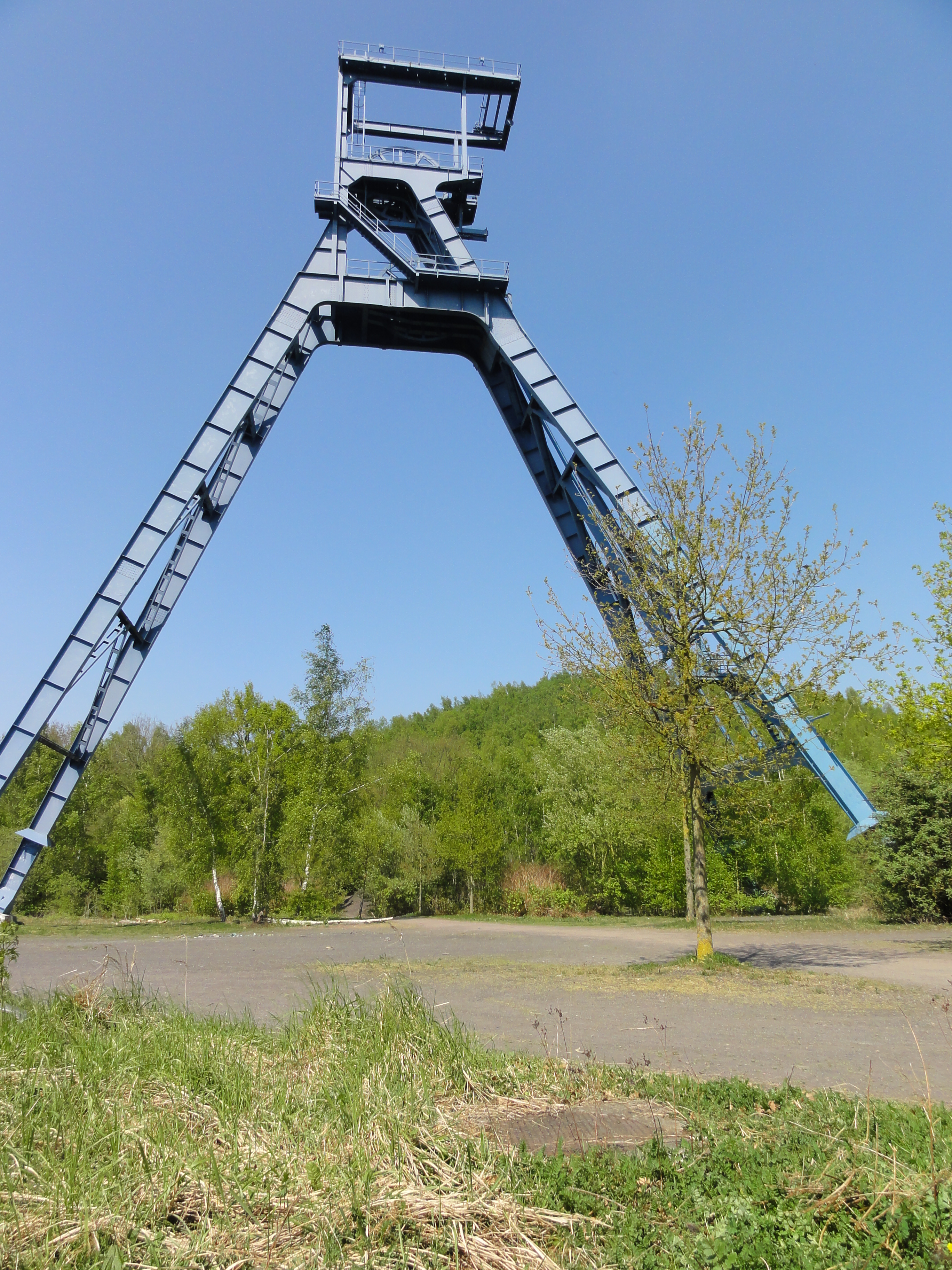
Le puits no 1 dans son environnement.
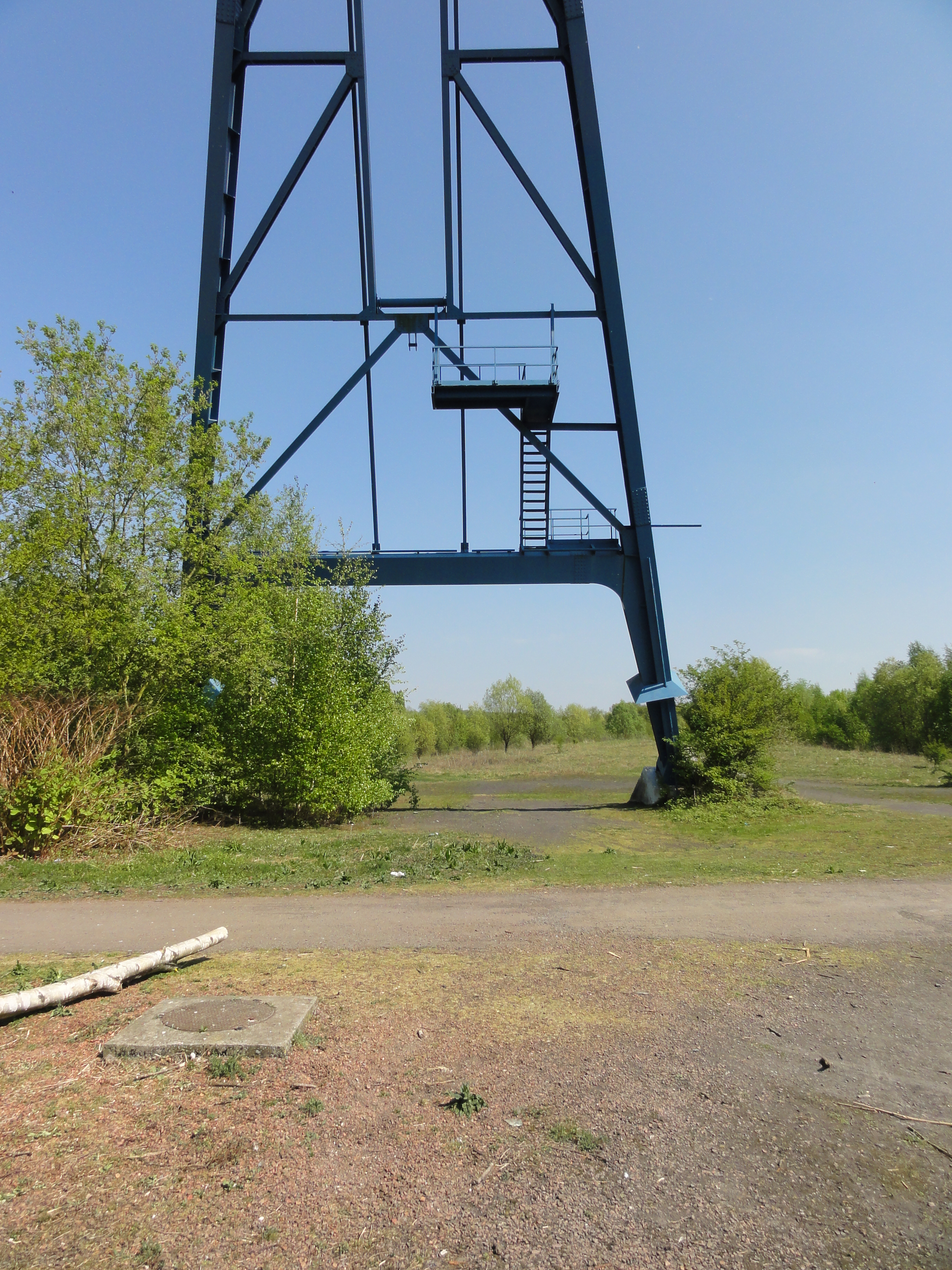
La tête de puits matérialisée no 2.
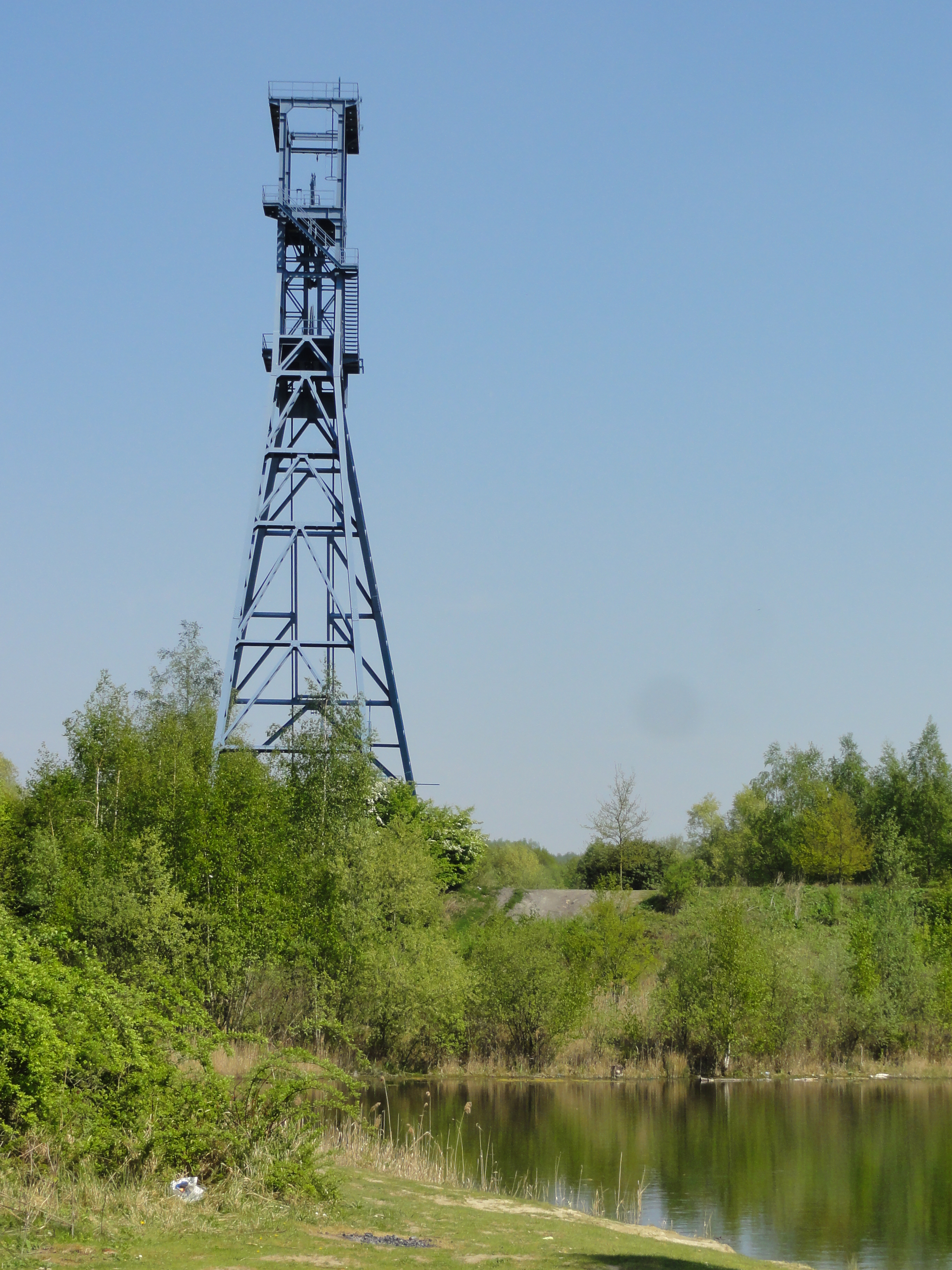
Le puits no 2 dans son environnement.
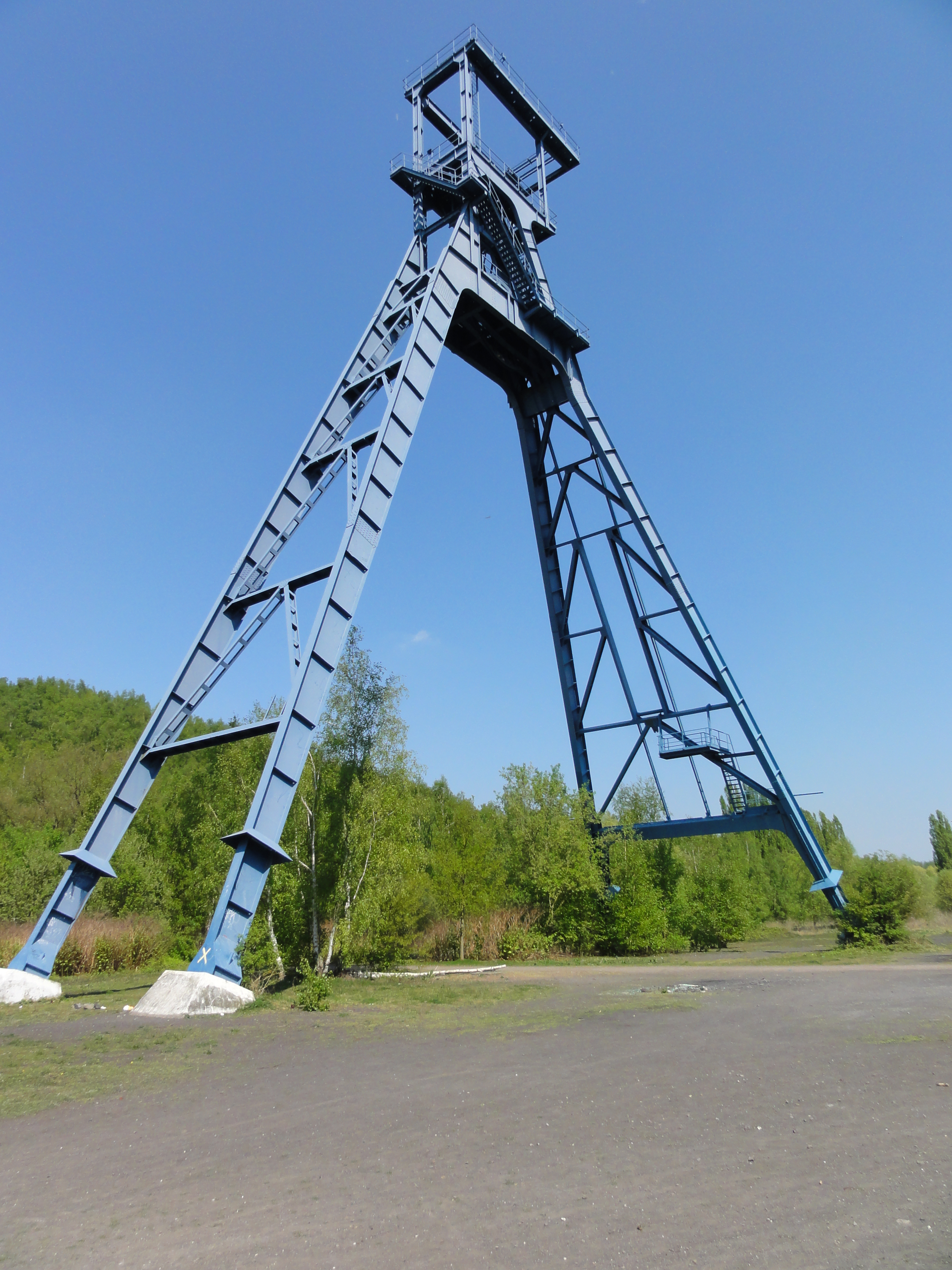
Le puits no 2 dans son environnement.
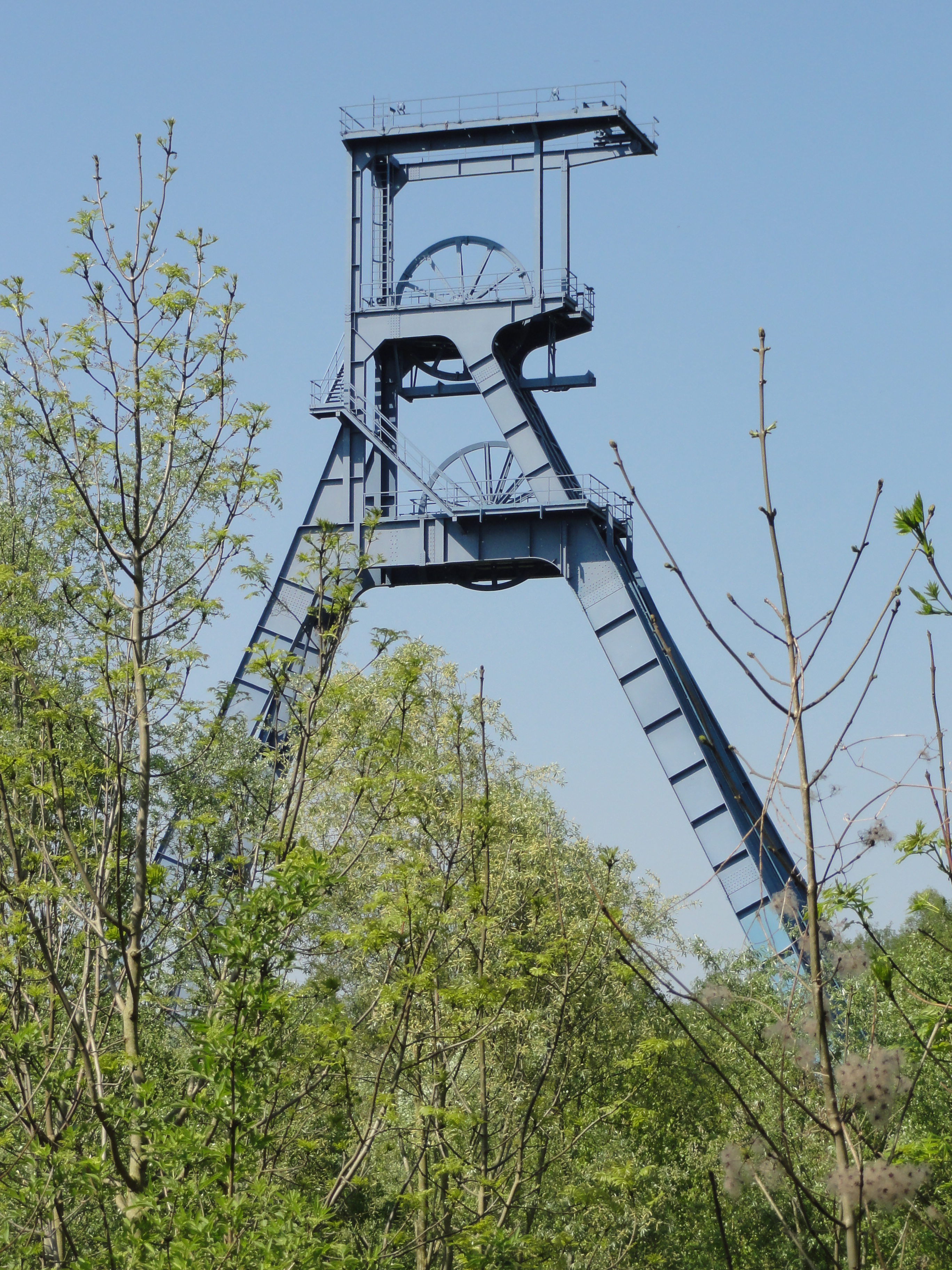
Le puits no 2 dans son environnement.

## Anecdotes
La fosse, avec celle du Vieux-Condé, a servi de cadre au tournage de la mini-série Sans famille en 1981, alors que les installations cessaient leur activité. On y voit les personnages principaux Rémi et Mattia découvrir la fosse au détour du terril no 174.

## Les terrils
Trois terrils résultent de l'exploitation de la fosse. Tous trois font partie des 353 éléments répartis sur 109 sites qui ont été classés le 30 juin 2012 au patrimoine mondial de l'Unesco. Ils constituent une partie du site no 8.

### Terrilno174, Sabatier Sud

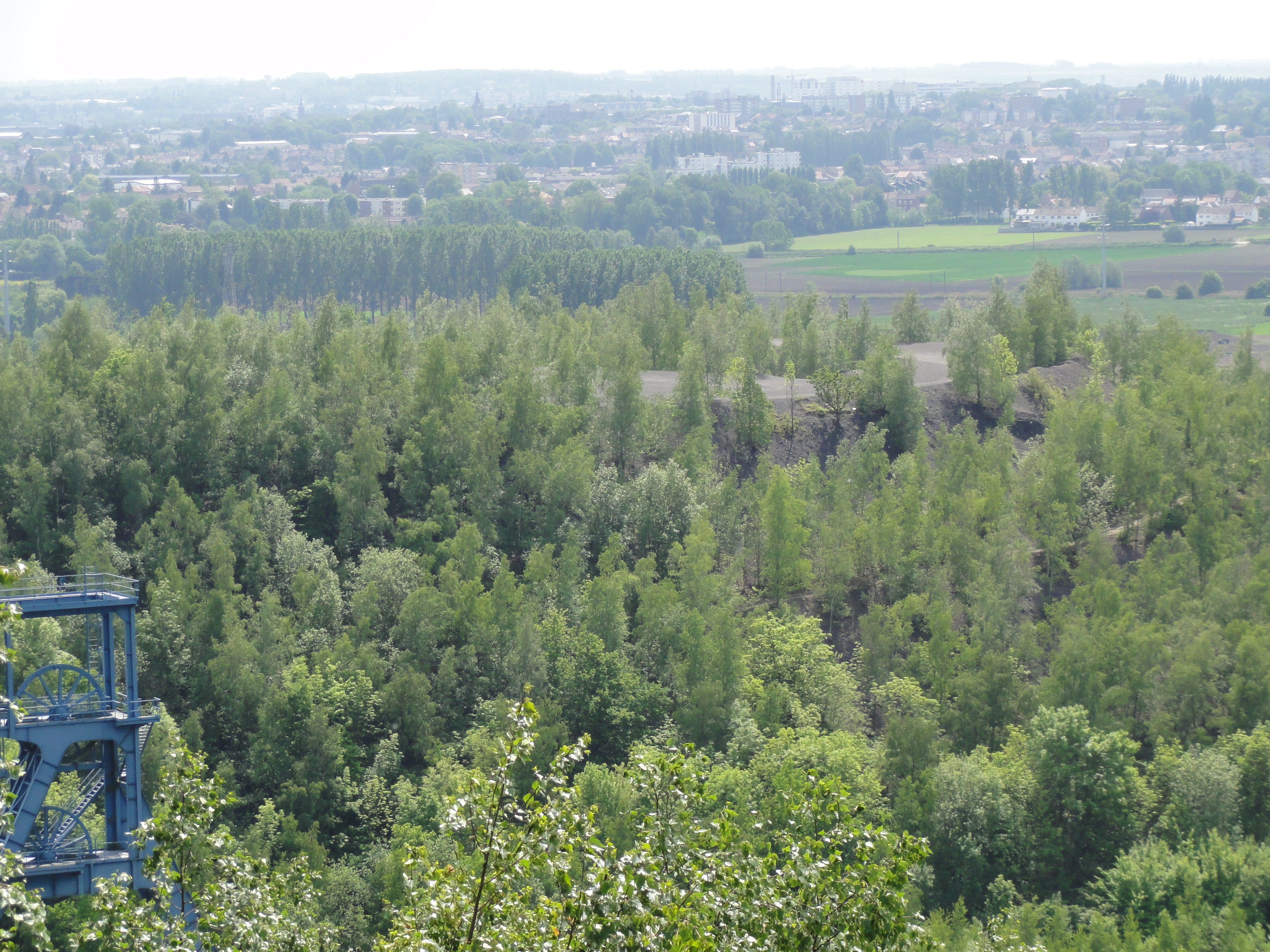
Le terril Sabatier Sud.

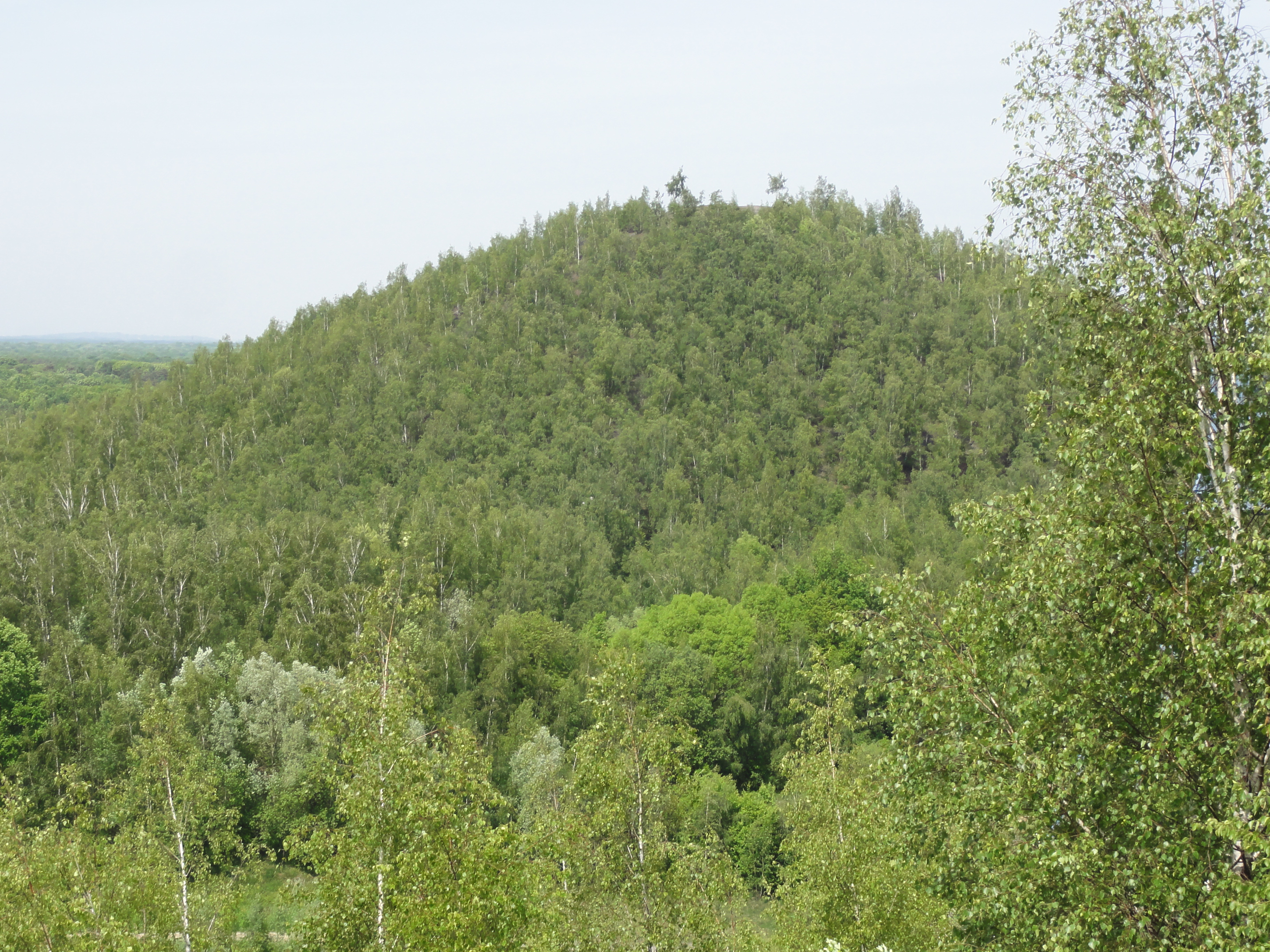
Le terril Sabatier Nord.

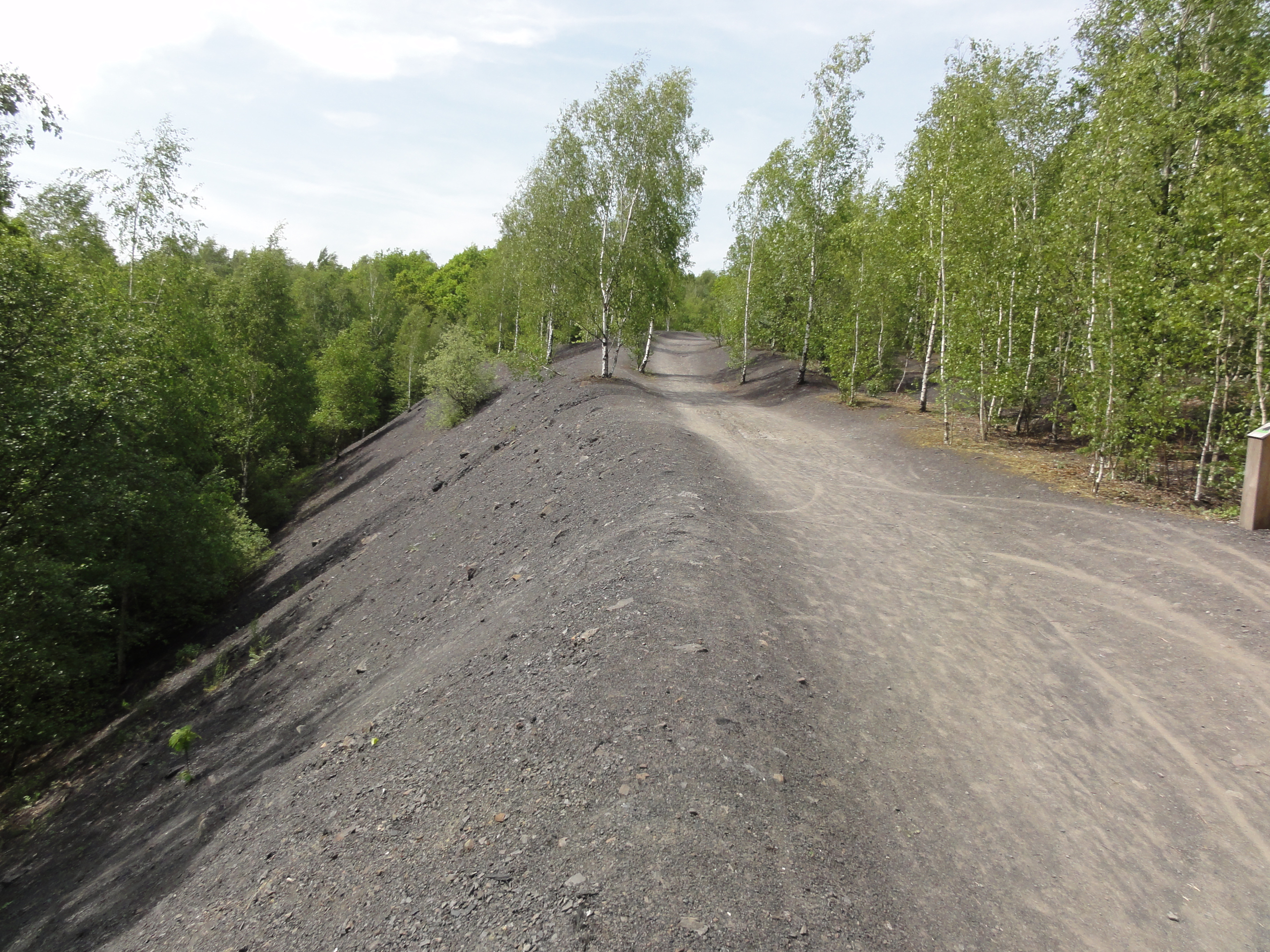
Le terril Sabatier Nord plat.

50° 24′ 12″ N, 3° 30′ 01″ E
Le terril no 174, Sabatier Sud, est situé à Raismes, au sud de la fosse Sabatier, qui possède trois terrils. Il s'agit d'un terril conique initialement haut de 80 mètres dont le sommet a été exploité, mais il subsiste encore une grande partie du volume du terril. Le terril est entièrement boisé.

### Terrilno175, Sabatier Nord
50° 24′ 30″ N, 3° 29′ 59″ E
Le terril no 175, Sabatier Nord, est situé à Raismes, au nord de la fosse Sabatier. Il s'agit d'un terril conique haut de 80 mètres entièrement boisé.

### Terrilno175A, Sabatier Nord plat
50° 24′ 32″ N, 3° 30′ 06″ E
Le terril no 175A, Sabatier Nord plat, est situé à Raismes, au nord de la fosse Sabatier. Il s'agit d'un terril plat entièrement boisé, contigu au terril no 175.

## Les cités
De vastes cités ont été construites à proximité de la fosse par la Compagnie d'Anzin. Après la Nationalisation, des Camus hauts ont été bâtis. Ces derniers ont été détruits, alors que l'essentiel des cités a été rénové. La cité pavillonnaire Sabatier, la cité-jardin du Pinson ancienne et la cité moderne du Pinson nouvelle font partie des 353 éléments répartis sur 109 sites qui ont été classés le 30 juin 2012 au patrimoine mondial de l'Unesco. Elles constituent une partie du site no 8.

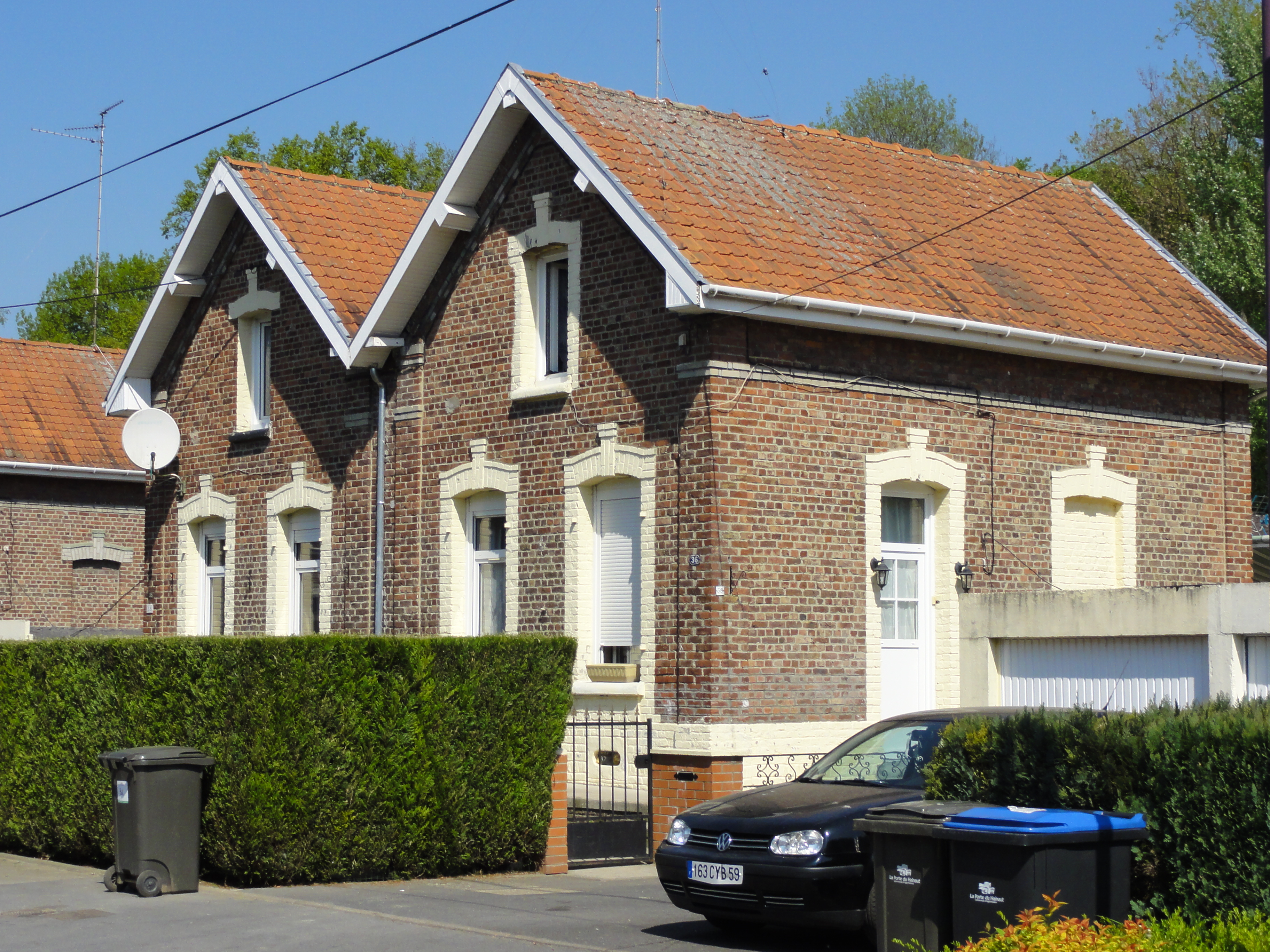
Des habitations groupées par deux.
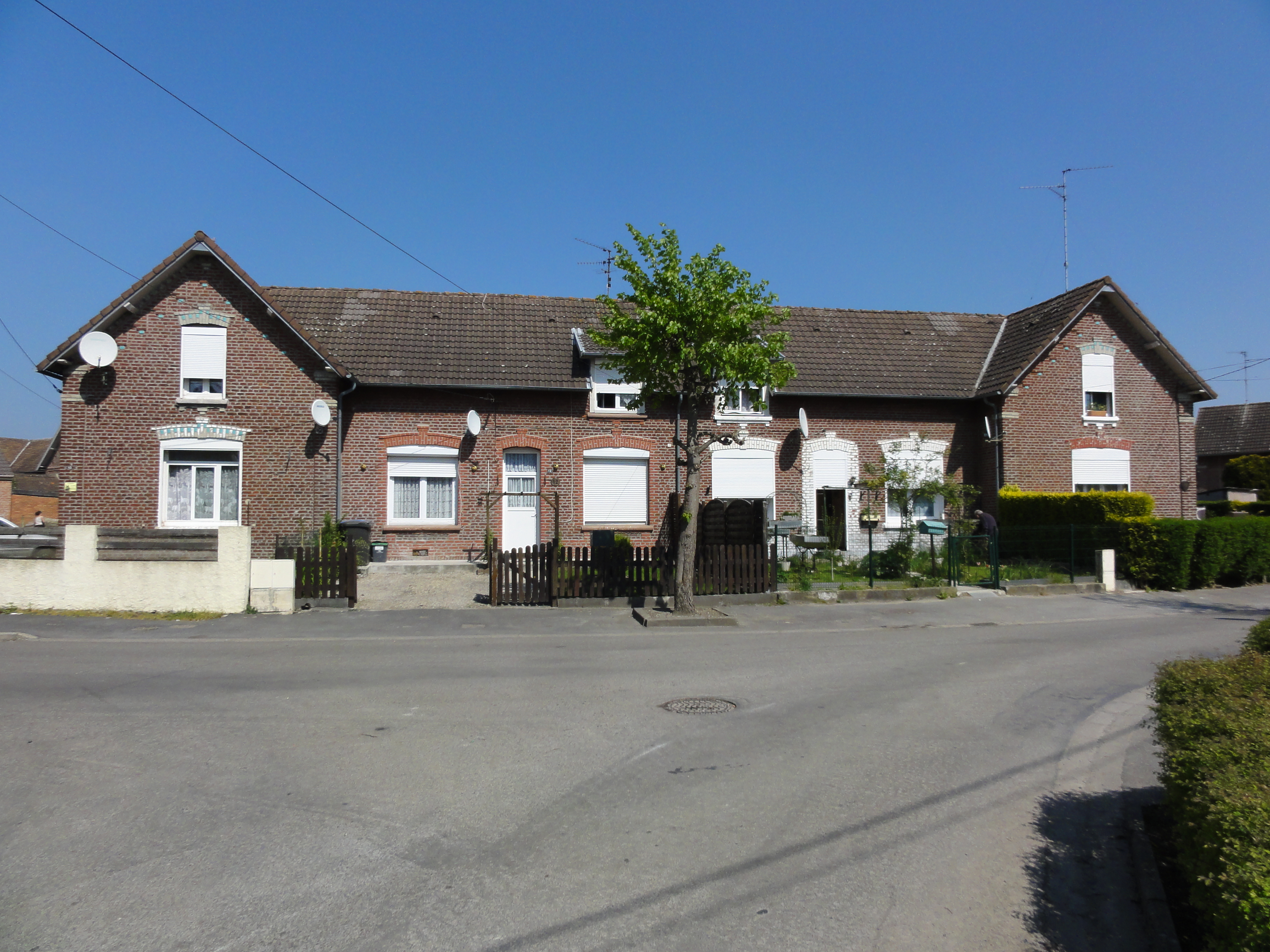
Des habitations groupées par quatre.
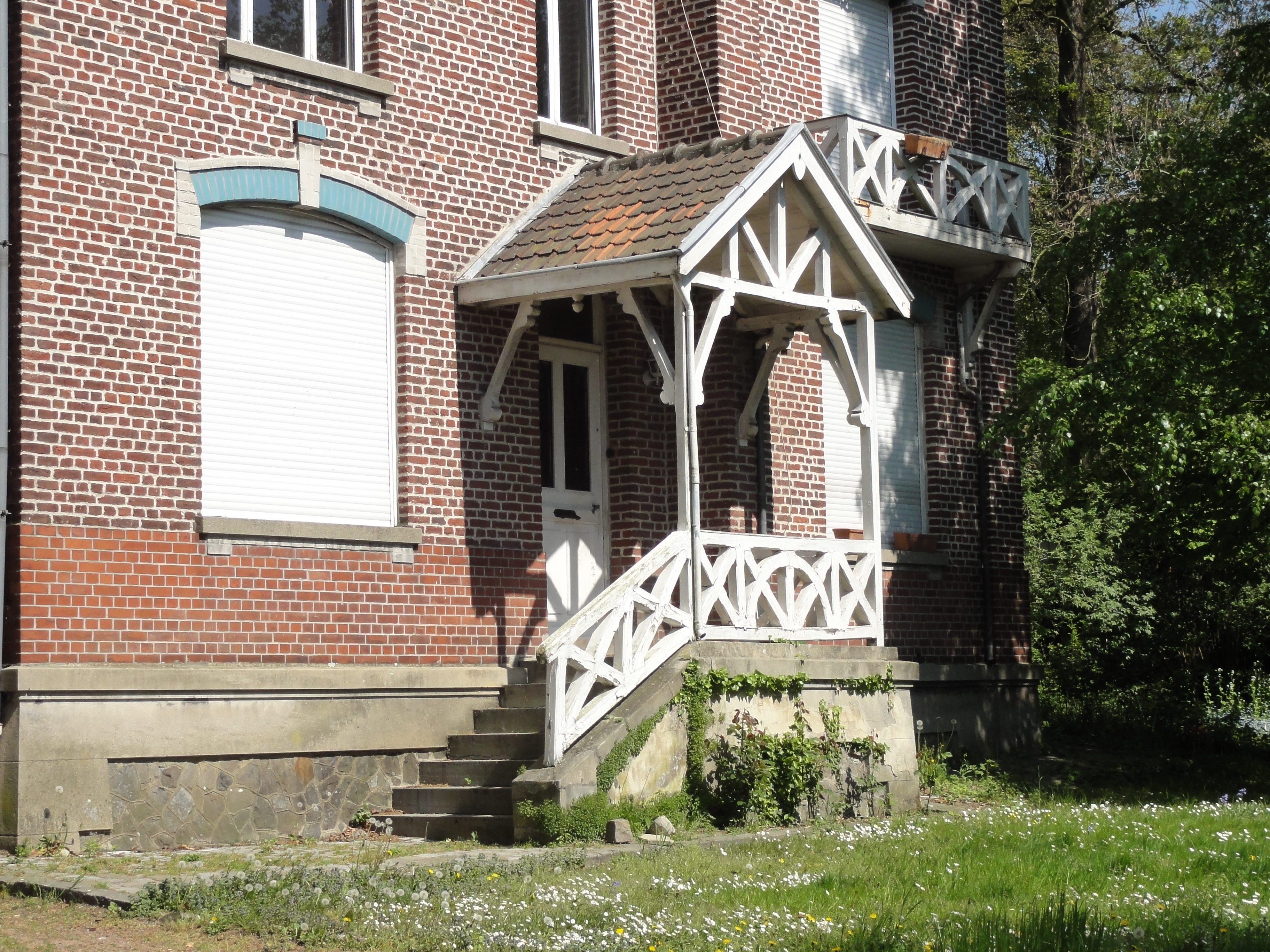
Un perron.
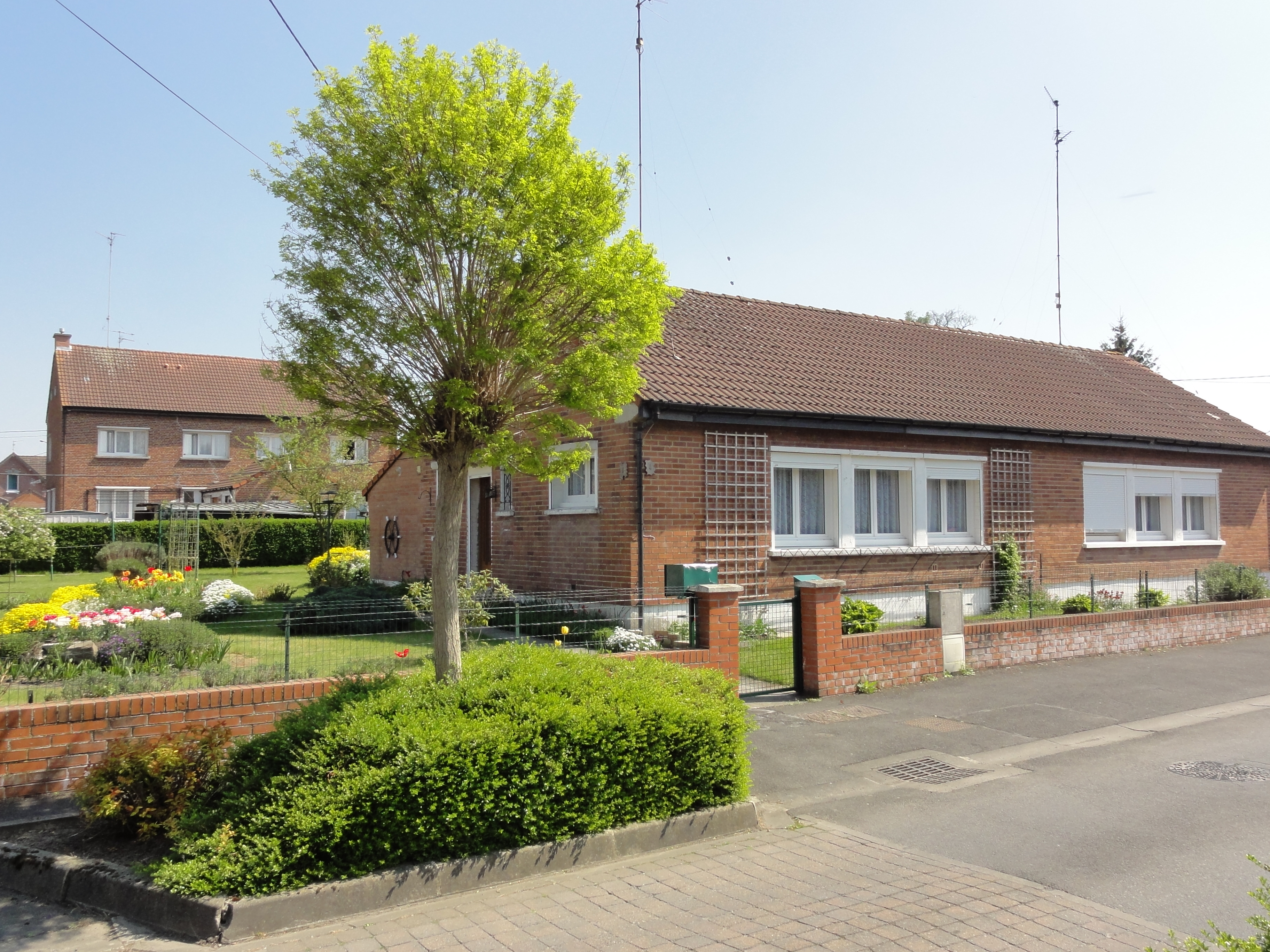
Des habitations post-Nationalisation.
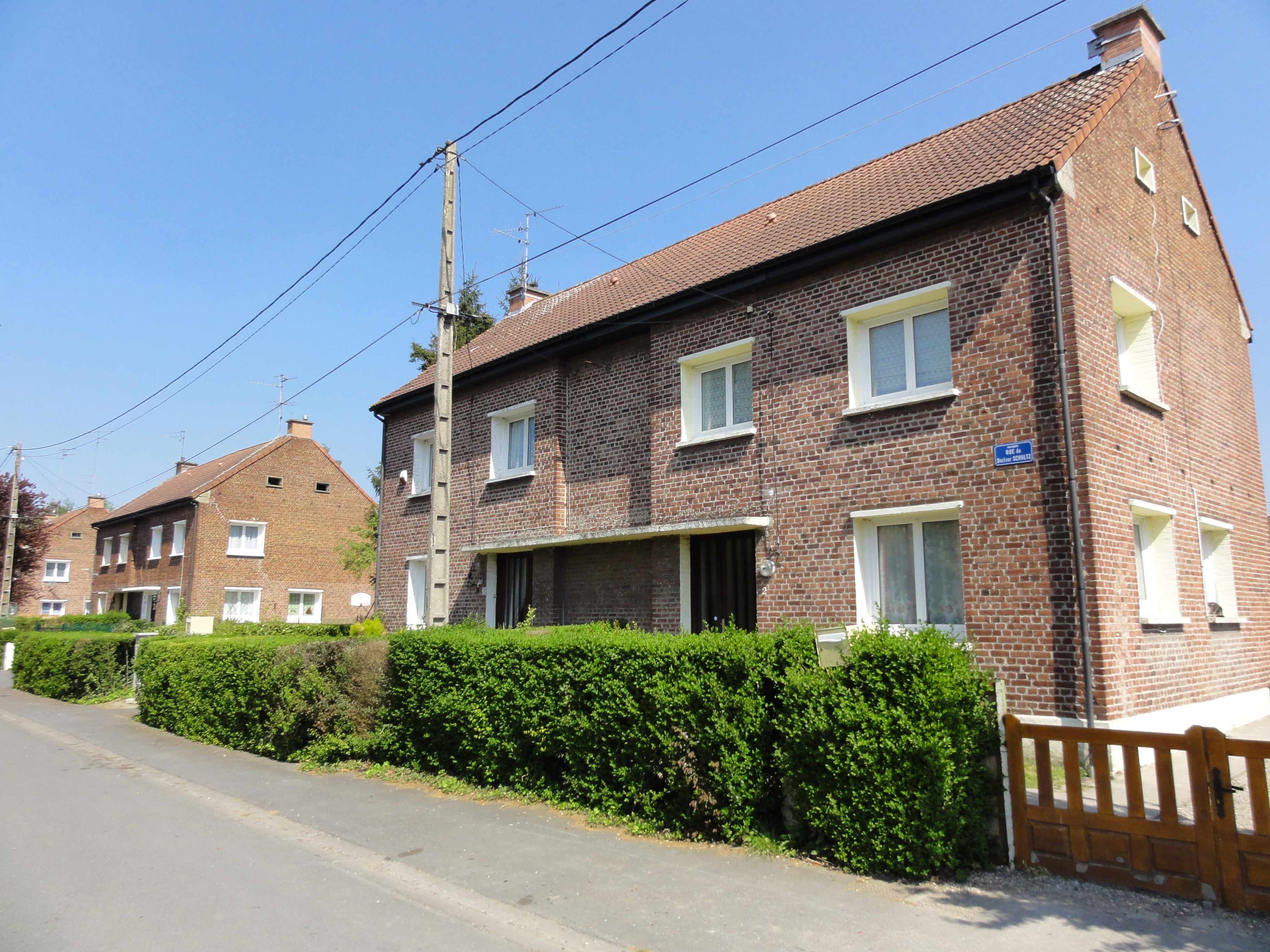
Des habitations post-Nationalisation.
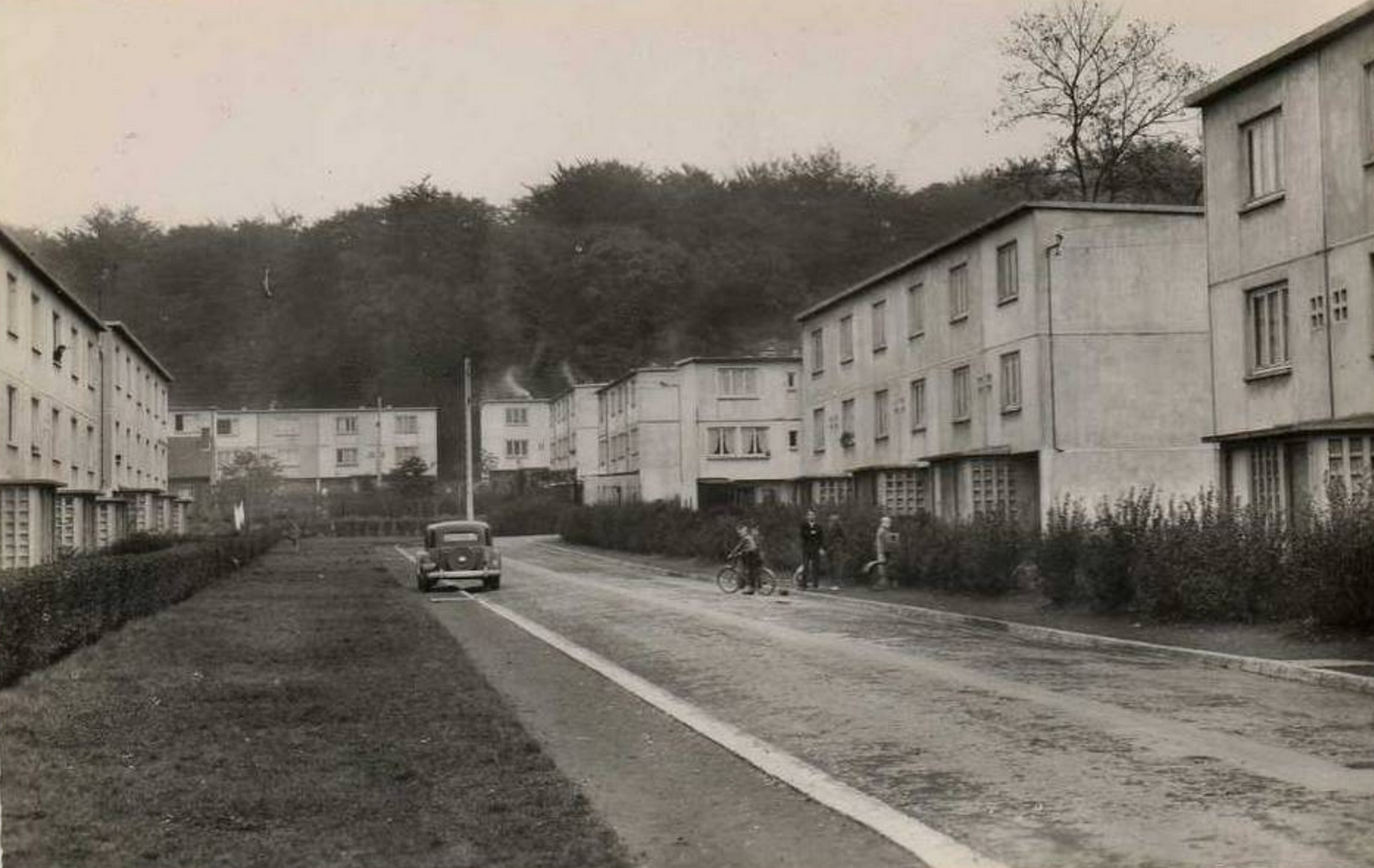
Des Camus hauts, aujourd'hui détruits.

### L'église Sainte-Cécile

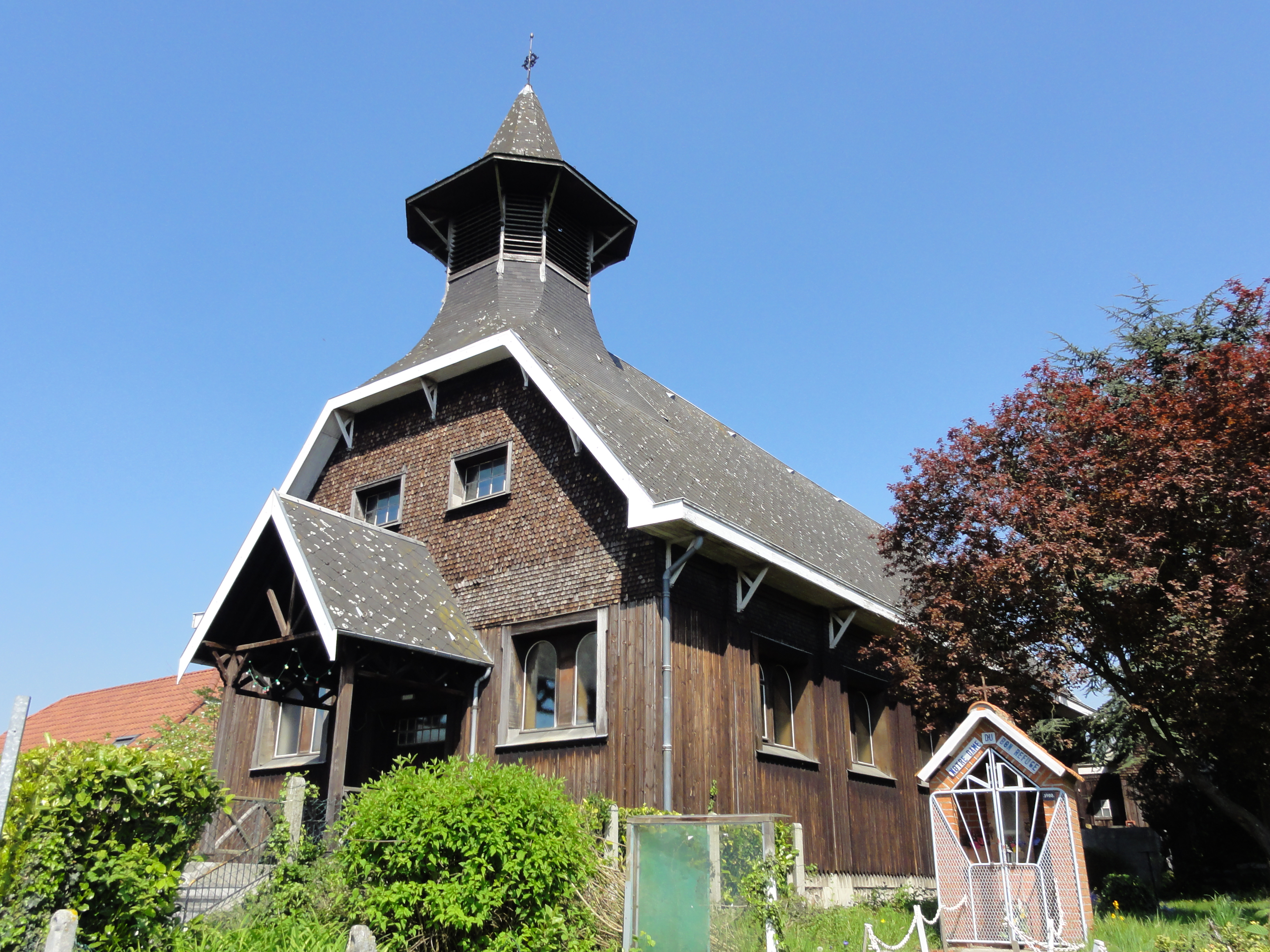
L'église.

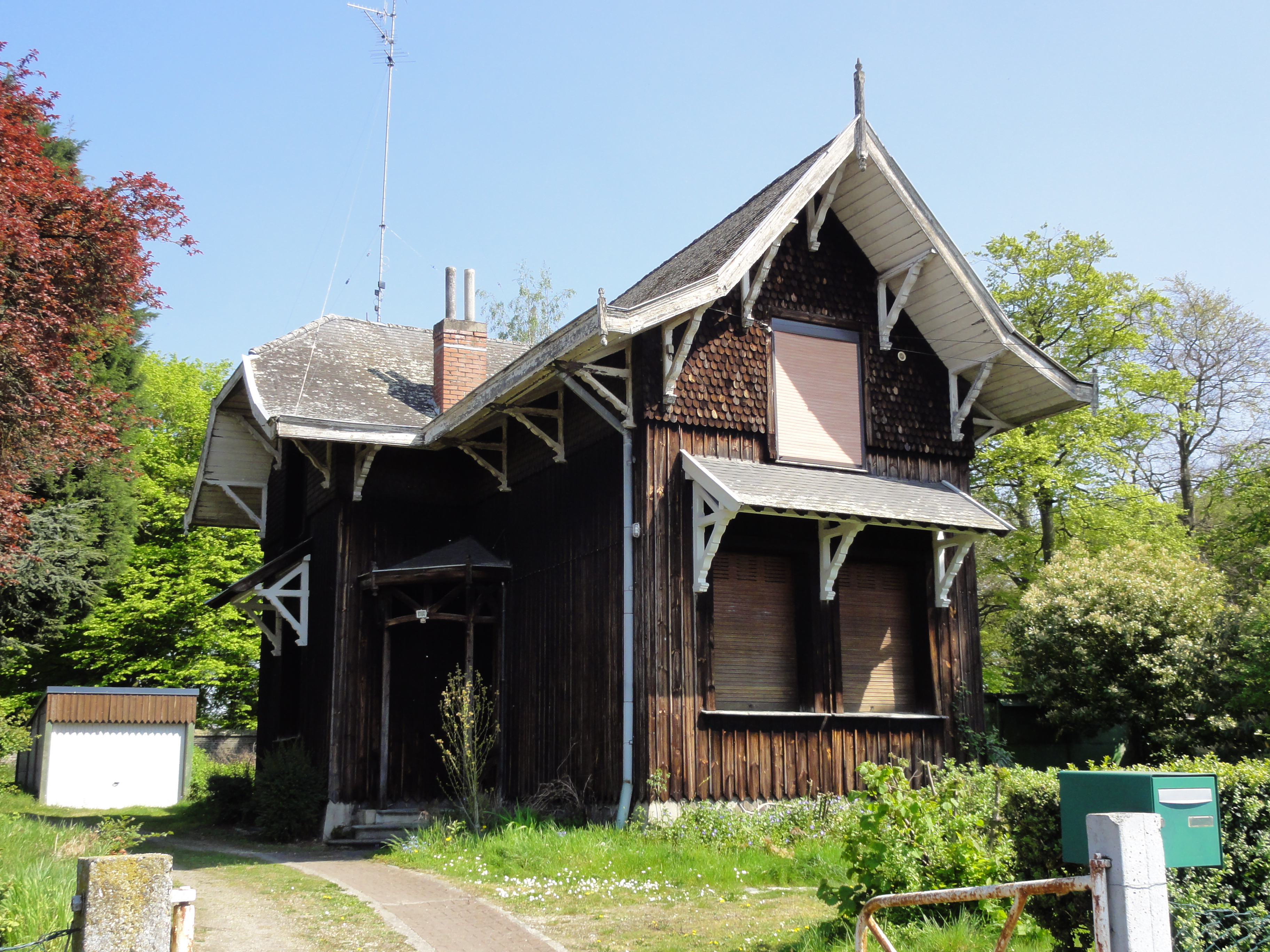
Le presbytère.

50° 24′ 08″ N, 3° 31′ 22″ E
L'église Sainte-Cécile a été bâtie avec son presbytère dans la cité du Pinson, par les mineurs polonais, en 1924. Détruite par un incendie en 1975, elle a été reconstruite à l'identique. Les façades et les toitures de l'église et de son presbytère font l’objet d’une inscription au titre des monuments historiques depuis le 1er décembre 2009. L'église et son presbytère font partie des 353 éléments répartis sur 109 sites qui ont été classés le 30 juin 2012 au patrimoine mondial de l'Unesco. Ils constituent une partie du site no 8.Au début de l'année 2023 le presbytère de l'église Sainte-Cécile a été incendié volontairement .

### Les écoles
50° 24′ 05″ N, 3° 30′ 51″ E
Des écoles ont été construites pour accueillir les enfants des mineurs. Elles font partie des 353 éléments répartis sur 109 sites qui ont été classés le 30 juin 2012 au patrimoine mondial de l'Unesco. Elles constituent une partie du site no 8.